# Jerzy Olek

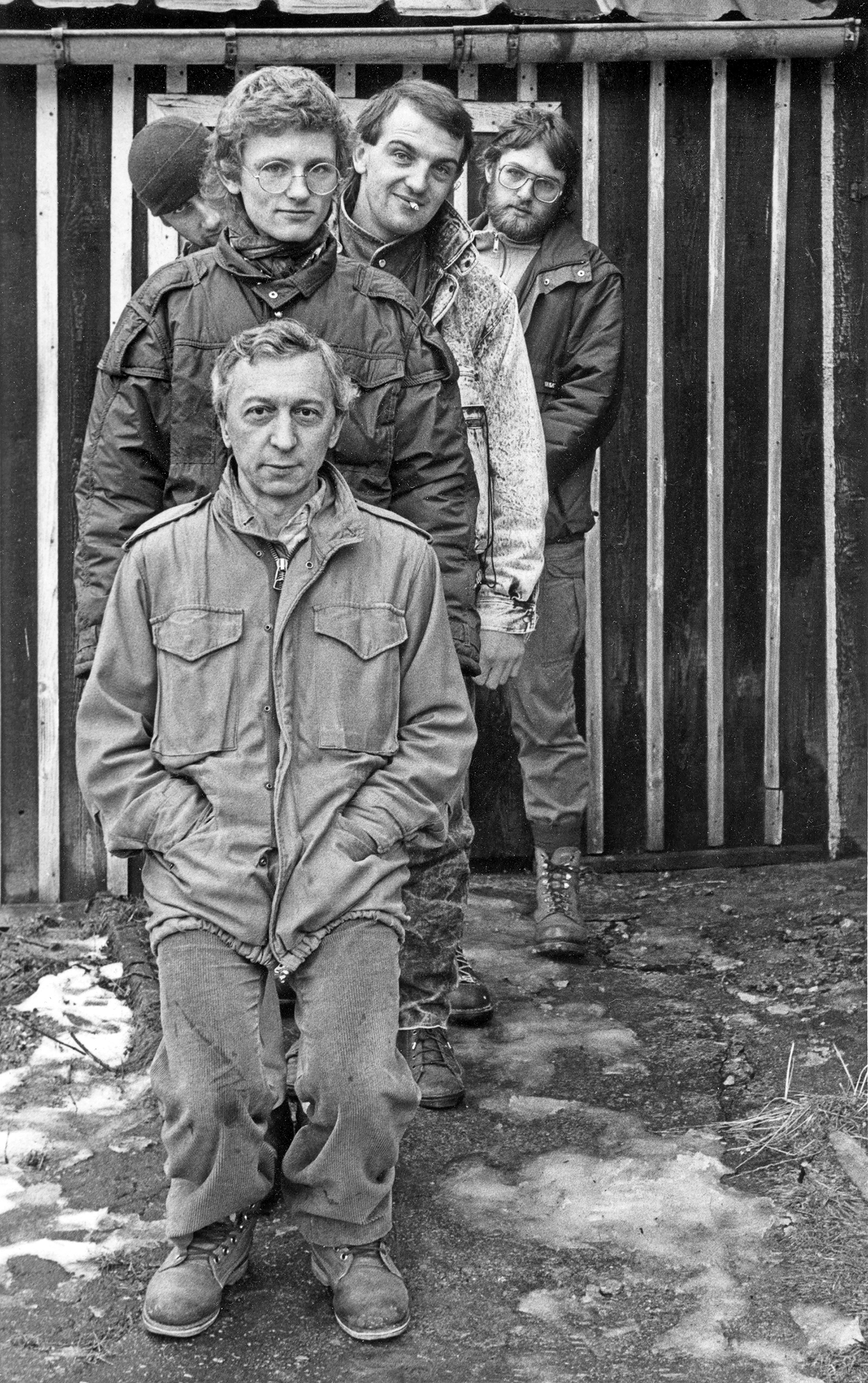
Jerzy Olek podczas warsztatów „Uczestnictwo we wspólnocie”, 1988 rok

Jerzy Olek (ur. 28 marca 1943 w Sanoku, zm. 19 listopada 2022 we Wrocławiu) – artysta plastyk z tytułem profesorskim i teoretyk sztuki zajmujący się fotografią i sztuką multimedialną.
W swoich dziełach artystycznych zajmował się przestrzenią, której subiektywne wyobrażenia przedstawiał rysunkiem, fotografią, lustrzanym odbiciem, grafiką lub komputerowym drukiem, tworząc rozbudowane struktury wizualne i instalacje.

## Życiorys
Urodził się w Sanoku w 1943 r., wychowywał w Bieszczadach. W 1965 ukończył studia z zakresu budownictwa lądowego na Politechnice Wrocławskiej. Zadebiutował wystawą indywidualną w 1965 r. Działał m.in. w klubie fotograficznym „Pałacyk” i grupie artystycznej „Odra 65”. Pierwsze recenzje i komentarze krytyczne publikował w studenckim czasopiśmie „Konfrontacje”, kolejne w „Politechniku”, „Wiadomościach”, „Fotografii”, „Odrze”, „Nurcie” i „Opolu”. W 1977 r. stworzył we Wrocławiu ruch artystyczny i galerię „Foto-Medium-Art”, animował spotkania i akcje „Seminarium Foto-Medium-Art”. Od lat 70. wchodził w skład zespołów redakcyjnych takich czasopism jak „Fotografia”, „European Photography”, „Projekt”, „Art Life”, w późniejszych latach pism „Arteon”, „Rita Baum”, „Artluk” i „CoCAin”.
Od 1988 wykładał w Państwowej Wyższej Szkole Sztuk Plastycznych w Poznaniu, w 1996 uzyskał dyplom ukończenia tej uczelni.
Był wykładowcą Akademii Sztuk Pięknych w Poznaniu (Katedra Fotografii, Wydział Komunikacji Multimedialnej) i Gdańsku, a także Politechniki Wrocławskiej i Uniwersytetu Wrocławskiego. Wykładał w Instytucie Dziennikarstwa i Komunikacji Społecznej SWPS Uniwersytetu Humanistycznospołecznego we Wrocławiu. Specjalizował się w psychofizjologii widzenia oraz nowych mediach. Animator ruchu fotografii ekspansywnej i medialnej (lata 70.) oraz fotografii elementarnej (lata 80.). Pomysłodawca i kurator wystaw w Polsce i za granicą. Był autorem licznych publikacji w periodykach polskich i obcych. W domowej galerii „ef” w Starym Gierałtowie prezentował kolekcję miniatur autorstwa artystów z wielu krajów. Od połowy lat 80. organizował tam warsztaty pn. „Uczestnictwo we wspólnocie”. Jest autorem książek: Moja droga do bezwymiaru, Umożliwianie niemożliwemu, 7 od/za/słon iluzji i Zobaczyć idealne, czyli bezkresy kresek.
W 2005 uzyskał tytuł profesora nauk plastycznych.
Pomysłodawca i realizator wielu wystaw problemowych, m.in.:
- Stany graniczne fotografii (Katowice 1977),
- Fotografia – medium sztuki (Wrocław 1977),
- Media (Lublin 1978),
- Czerń i biel (Wrocław 1979),
- Fotografia elementarna (Szczecin 1986),
- Skjulte Dimensioner (Odense, Kopenhaga 1993),
- Peron 5 (Praga 1993),
- Trace of me (Bratysława 1994),
- Tomorrow is Today (Nara 1999),
- Q-bis-m II (Nantes 2004)
- Manrejomoholomania (Kłodzko 2005)
- Widzenie kamienia (Wałbrzych 2007)
- Teraz! Artyści Galerii Foto-Medium-Art (Radom 2008)
- Towards the Essence (Tokio, Kioto 2010)
- Dwie strony esencji (Kraków 2012)
- Stan rozproszenia (Słubice 2014)

## Ważniejsze wystawy indywidualne
- 1974: Permutacja relatywna,
- 1978: Fotografia-tekst,
- 1978: Po-fotografia,
- 1979: Fotografia możliwa,
- 1982: Puste – pełne,
- 1984: Jest i nie jest,
- 1986: Biała przestrzeń,
- 1988: Świat objawiony nie jest realny?,
- od 1991: Bezwymiar iluzji.

Ostatni z wymieniowych cykli prezentowany był w rozmaitych aranżacjach i zestawach m.in. w Arles, Berlinie, Białymstoku, Bratysławie Bydgoszczy, Casablance, Dreźnie, Frankfurcie nad Odrą, Gdańsku, Kioto, Kłodzku, Kopenhadze, Krakowie, Legnicy, Lyonie, Łodzi, Nantes, Narze, Odense, Opawie, Osace, Perigeux, Poczdamie, Poznaniu, Radomiu, Saragossie, Słubicach, Sopocie, Strasburgu, Tokio, Toruniu, Wiedniu, Wrocławiu, Wuppertalu, Zielonej Górze i na wyspie Sarema.

## Książki Jerzego Olka
- Moja droga do bezwymiaru, Wrocław 2001
- Umożliwianie niemożliwemu, Wrocław 2007
- 7 od/za/słon iluzji, Poznań 2013
- Zobaczyć idealne, czyli bezkresy kresek, Wrocław 2015

## Wybrane artykuły Jerzego Olka
- Fot-Art, „Odra”, 6.1975
- Foto-Medium-Art, „Odra”, 4.1977
- Tezy i antytezy, „Nurt”, 9.1981; 6,7.1983; 1.1984
- Minimalnie, wizualnie, elementarnie, „Nurt”, 1.1989
- Dryfowanie po bezkresach, [w:] Przestrzenie wizualne i akustyczne człowieka, pod red. Agnieszki Janiak, Wandy Krzemińskiej i Anny Wojtasik-Tokarz, Wrocław 2007
- Galaktyka remedialna, „Artluk”, 2008, nr 2
- Holuzja neuroestetyki, [w:] Komunikacje w rozmowie 1, Wrocław 2012
- Aby widzieć, trzeba wiedzieć, [w:] Przyroda, ekologia, kultura, pod red. Ewy Dobierzewskiej-Mozrzymas i Adama Jezierskiego, Wrocław 2012
- Linia linii nierówna, „Twórczość”, 2.2014
- Van Gogh’s Ear, „CoCAin”, 8.2014, nr 6
- Defying Location, „CoCAin”, 9.2015, nr 7
- Wyjście jest jedno, „Twórczość”, 11.2015

## Galeria zdjęć

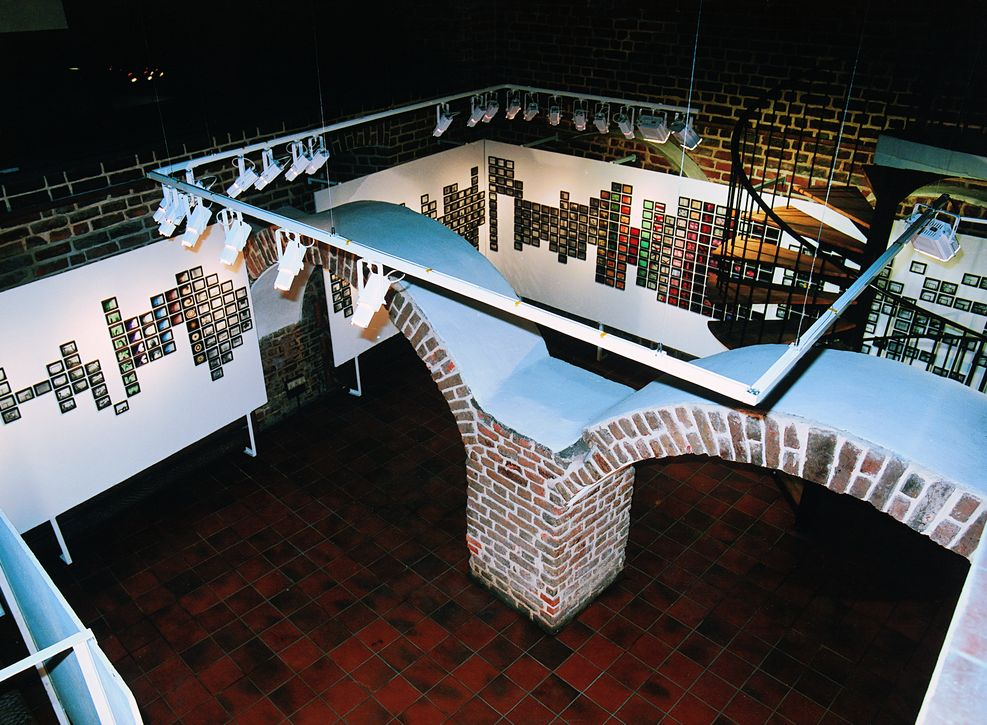
Jerzy Olek, Bezwymiar iluzji, Galeria „Foto-Medium-Art”, Wrocław 1993
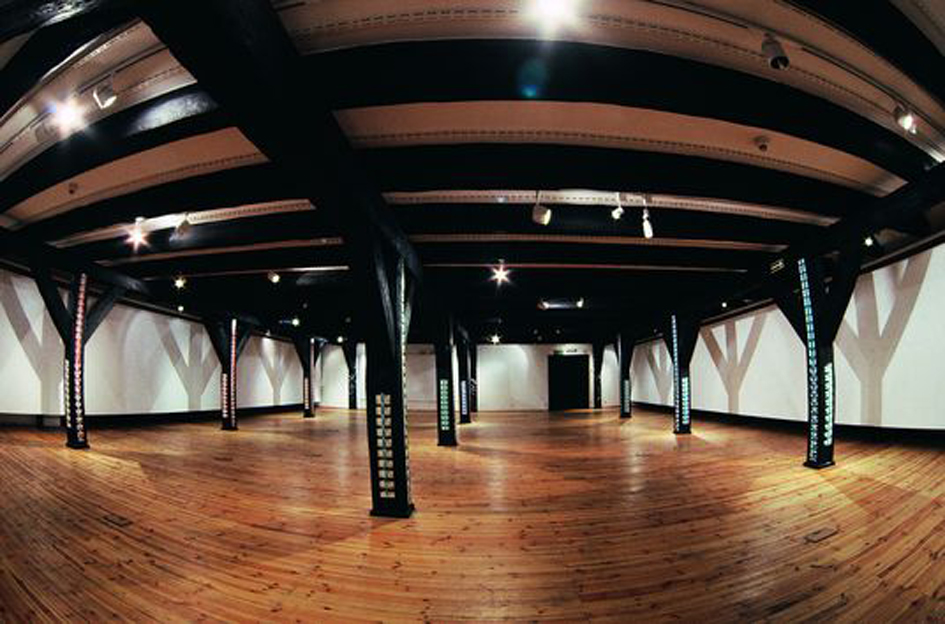
Jerzy Olek, Bezwymiar iluzji, Galeria „Wozownia”, Toruń 2000
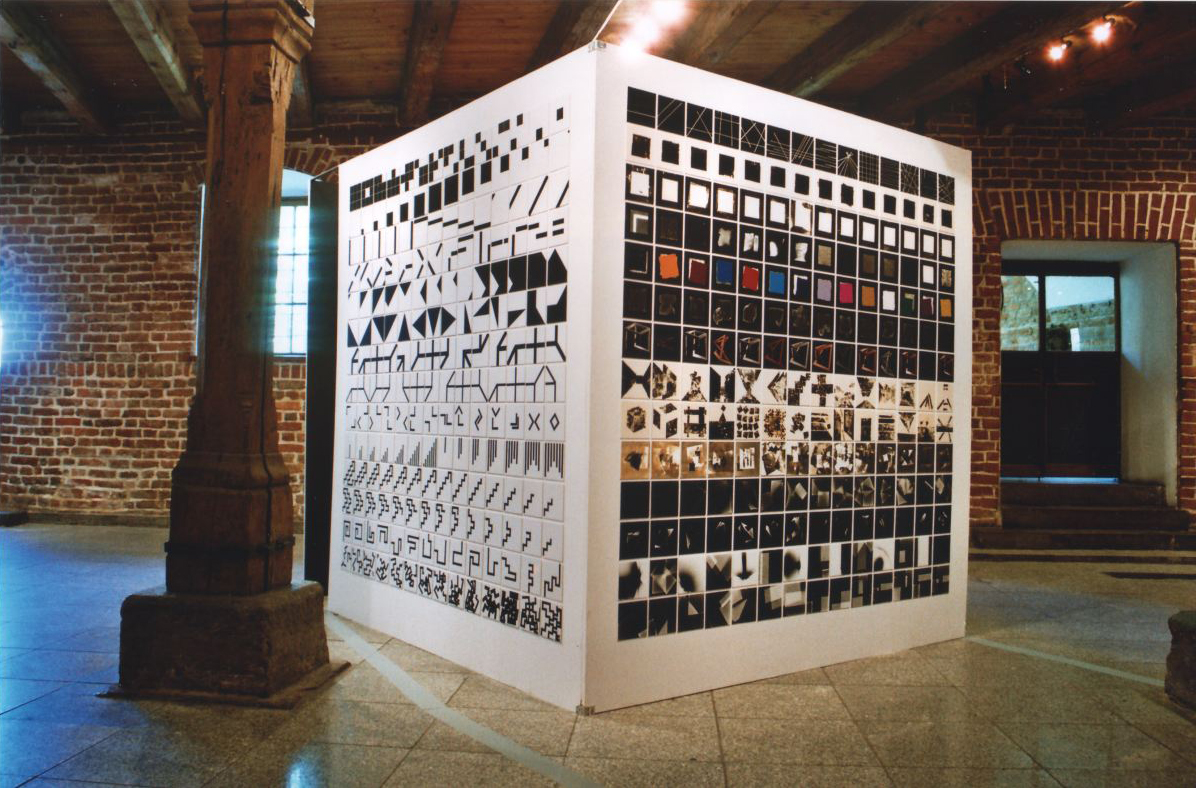
Jerzy Olek, Mapy rozmaitości, Muzeum Miejskie Arsenał, Wrocław 2004
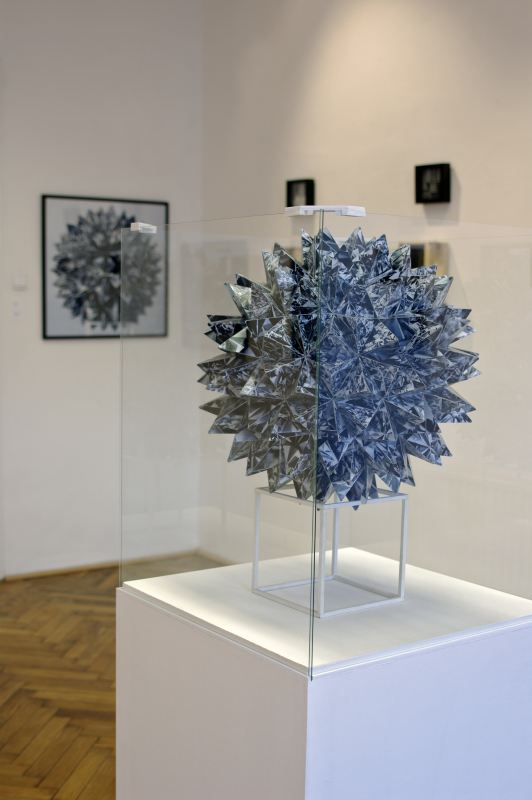
Jerzy Olek, Zgubiona przestrzeń, Galeria „Foto-Medium-Art”, Kraków 2009
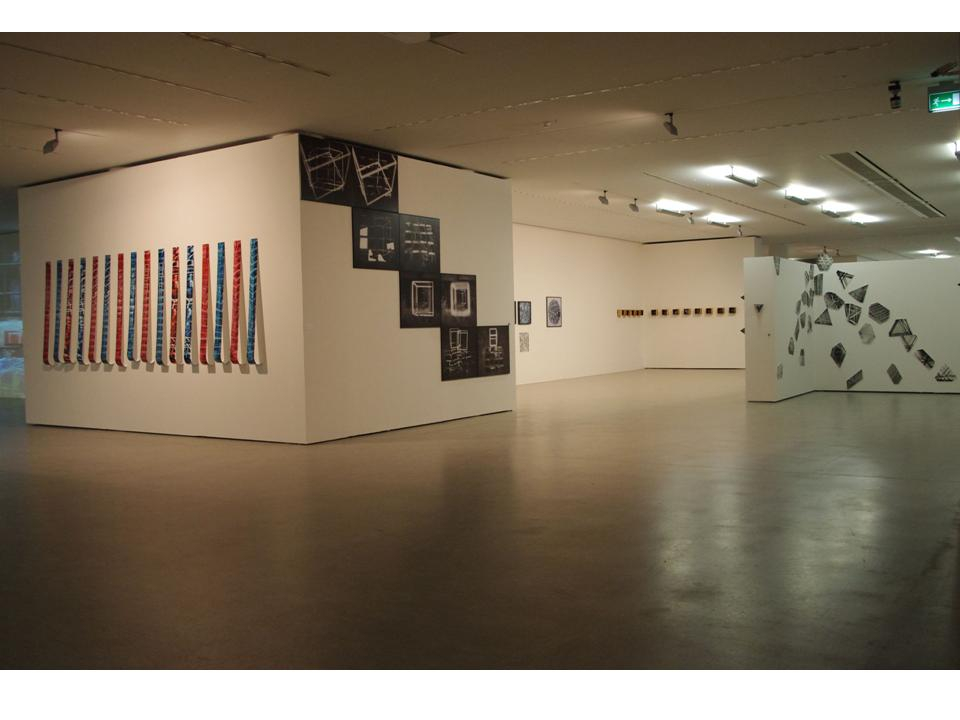
Jerzy Olek, De-, Centrum Sztuki Współczesnej, Toruń 2013
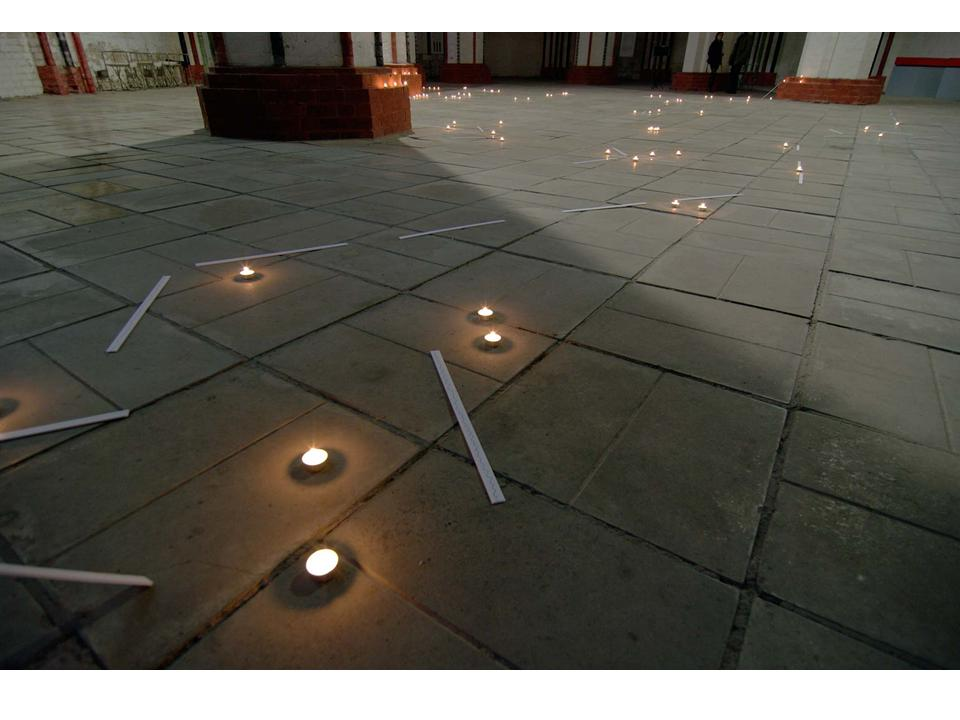
Jerzy Olek, Przedłuż myślą napotkaną linię, Marienkirche, Frankfurt nad Odrą 2013
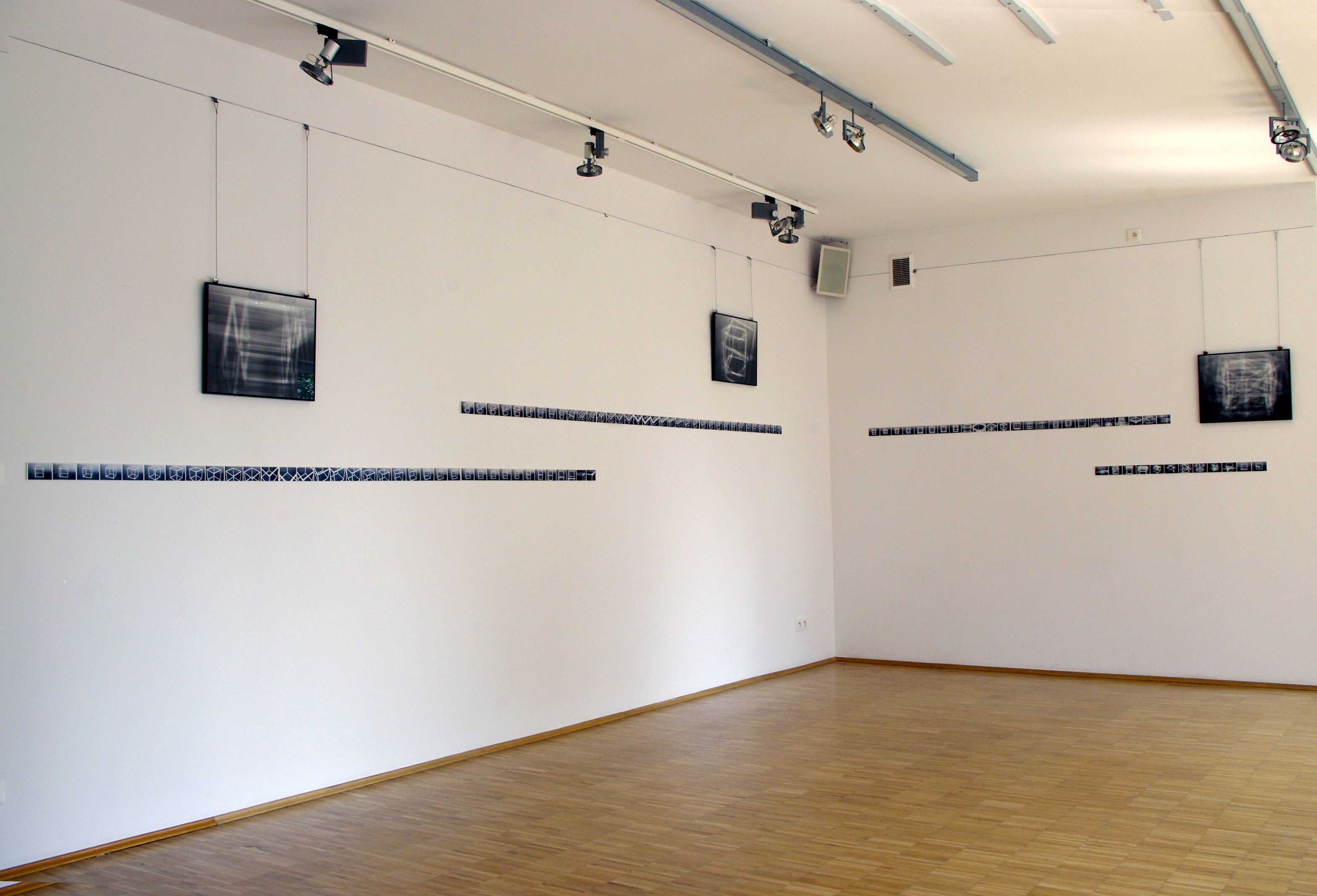
Jerzy Olek, Zdziwienie widzenia, Galeria „Okno”, Słubice 2015